# Каннибализм Homo antecessor

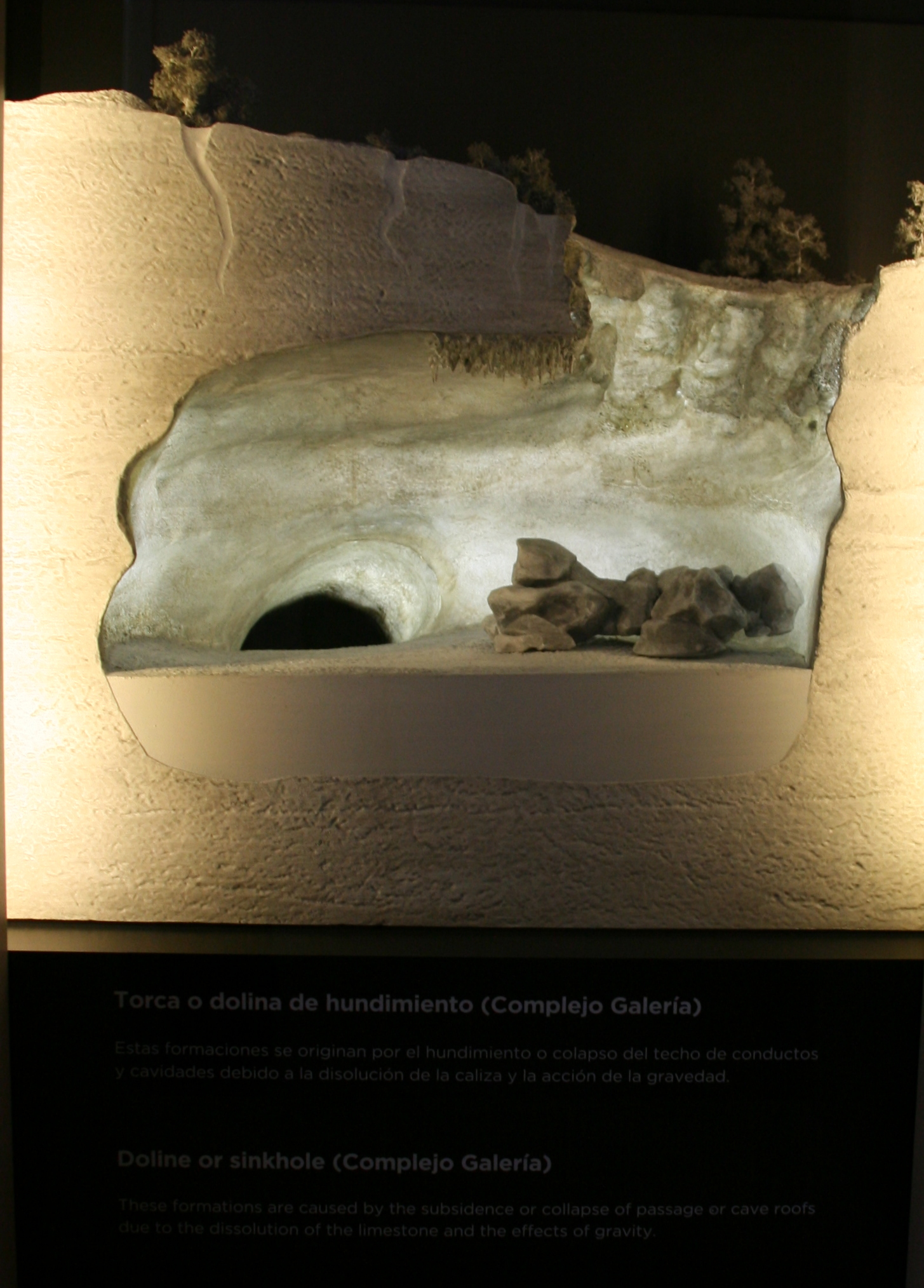
Макет стоянки Гран-Долина, Атапуэрка. Антропологические останки Homo antecessor

Каннибализм человека-предшественника (лат. Homo antecessor) — следы поедания себе подобных, обнаруженные среди останков древних людей в пещере Гран-Долина на севере Испании. Признаки каннибализма подтверждаются следами точных порезов и человеческих укусов на костях, переломами для обнажения костного мозга, острыми надрезами в важных анатомических точках для отделения головы, специфическими рисунками излома костей вместе со следами ударов и рубящими ударами, тупыми травмами черепа и другие. Каннибализм был распространён не только у Homo antecessor. Данное явление было также зафиксировано среди их вероятных потомков — Homo neanderthalensis.

## Рацион и причины каннибализма
Результаты исследований подтверждают появление более сложного рациона у Homo antecessor, указывая на пищевые привычки, связанные с употреблением твёрдой и хрупкой пищи, так как людям приходилось жить в суровых условиях. Предполагается, что каннибализм мог быть больше следствием социального фактора, чем постоянным промыслом древних людей, потому что употребление в пищу гомининов не было надежным источником пищи из-за их минимальной калорийности. Под социальным фактором подразумевается, например, защита территории.
Согласно исследованию налёта на зубах, рацион включал в себя растительную пищу и сырое мясо, причём мясо не подвергалось термической обработке. Анализ текстуры микроизноса эмали предполагает, что Homo antecessor мог специализироваться на потреблении более механически сложной пищи.
Предполагалось ранее, что каннибализм, зафиксированный в Гран-Долине, свидетельствует о периоде голода. Возможно, иногда гоминины могли получать доступ к останкам, оставленным охотниками на хищников, до того, как до них добрались крупные падальщики.
Исследование зубов двух особей из Гран-Долины показало, что Homo antecessor поедали себе подобных — своего вида. Около 75 % останков из Гран-Долины принадлежат детям. Более того, эти пещерные скелеты были сильно фрагментированы, вероятно, из-за съеденных. Данные находки говорят о систематической охоте с целью людоедства. Поздние исследования подтверждают этот факт: проанализирован шейный отдел, найденный в пещере, который принадлежал малышу в возрасте от 2 до 5 лет. Надрезы на анатомических точках позвонка, необходимых для отделения головы, свидетельствуют о том, что ребёнка, как и любое другое животное, подвергли разделыванию.

### Орудия труда
Раскопки в Гран-Долине показали, что Homo antecessor использовали в работе каменные орудия труда; найдено около 200 инструментов простой конструкции рядом с местами захоронения останков животных и людей. Характер набора орудий позволяет предположить, что они использовались, в основном, для разделки туш, обработки и потребления пищи.

## Преемственность поведения
То, что принято называть «уборная гиен» — вертикальное наложение копролитов, — постепенно открылось исследователям по ходу ведения раскопок. Наложения оказались расположены немного выше уровня, содержащего человеческие останки. Вертикальное наложение копролитов гиен помогает реконструировать чередование пребывания в пещере хищников и людей, что демонстрирует межвидовую конкуренцию во враждебной среде. О преемственности также позволяет предполагать нахождение костей и зубов разных особей, костей жвачных животных и орудия, копролиты гиен, более позднее нахождение в пещере шейного позвонка ребёнка со следами обезглавливания, а также тот факт, что раскопки в Гран-Долина всё ещё не закончены.